# Megaselia norica
Megaselia norica är en tvåvingeart som beskrevs av Schmitz 1929. Megaselia norica ingår i släktet Megaselia och familjen puckelflugor. Arten är reproducerande i Sverige. Inga underarter finns listade i Catalogue of Life.